# Rolf Römer (Musiker)/Diskografie
Diese Diskografie ist eine Übersicht über die veröffentlichten Tonträger des Jazzmusikers Rolf Römer. Sie umfasst seine Alben unter eigenem Namen und seine Mitwirkung bei gemeinschaftlichen Bandprojekten (Abschnitt 1), seine Mitwirkungen als Solist (Abschnitt 2), als Satzmusiker bei Produktionen der WDR Big Band (Abschnitt 3) und der SFB Big Band (Abschnitt 4) sowie weitere Produktionen, dabei auch die Produktionen mit der Berlin Dream Band (Abschnitt 5). Nach Angaben des Diskografen Tom Lord war er zwischen 1968 und 2009 an 68 Aufnahmesessions beteiligt.

## Eigene Alben und gemeinschaftliche Bandprojekte
| Jahr | Titel                 | Interpret                         | Mitwirkende                                                                                                | Musiklabel        |
| ---- | --------------------- | --------------------------------- | --- | ----------------- |
| 2012 | Aigües Blances        | Independent Jazz Quartet          | Rolf Römer (ts, ss, bcl) Jürgen Scheele (tp, flh) Ernst Bier (dr) Lars Gühlcke (b)                         | Unisono-Records   |
| 2007 | Tribute to Childhood  | Rolf Römer Quintet                | Rolf Römer (ts, ss, bcl), Martin Sasse (p), Ingmar Heller (b) Hendrik Smock (dr), Afra Mussawisade (perc.) | GLM Music         |
| 1999 | Tesoro                | Rolf Römer Trio                   | Rolf Römer (ts, ss, bcl), John Goldsby (b), John Riley (dr) special guest: Bill Dobbins (p)                | Jazz4ever Records |
| 1998 | A Tribute to B.A.C.H. | Rolf Römer & Bill Dobbins Quartet | Rolf Römer (ts, ss), Bill Dobbins (p), John Goldsby (b), Danny Schröteler (dr, perc)                       | GLM Music         |

## Weitere Werke mit Soli von Römer
| Jahr | Titel                                        | Interpret                                                           | Mitwirkende | Musiklabel                             |
| ---- | -------------------------------------------- | ------------------------------------------------------------------- | --- | -------------------------------------- |
| 2014 | Mingus, Mingus, Mingus, Mingus               | The Independent Jazzwerkstatt Orchestra                             | The Independent Jazzwerkstatt Orchestra | jazzwerkstatt                          |
| 2007 | Celebrating Billie Holiday                   | WDR Big Band Köln Leitung: Michael Abene                            | Cécile Verny WDR Big Band Köln | CMO Jazz WDR                           |
| 2006 | Very Personal Vol .1                         | WDR Big Band Köln Leitung: Bill Dobbins                             | WDR Big Band Köln | NRW Jazz WDR                           |
| 2002 | Renaissance Man                              | WDR Big Band Köln George Gruntz                                     | Dr. Salah El Mahdi The Bedouins Mark Feldman George Gruntz | TCB Records                            |
| 2002 | Dedalo                                       | WDR Big Band Köln Gianluigi Trovesi                                 | Markus Stockhausen Fulvio Maras Tom Rainey WDR Big Band Köln | Enja Records Matthias Winckelmann GmbH |
| 2002 | Colours of Siam                              | WDR Big Band Köln Thorsten Wollmann                                 | Hayden Chisholm Hans Dekker Alphonso Garrido Wolf Kerschek WDR Big Band Köln | In + Out Records WDR                   |
| 2001 | Jan Klare / Eckard Koltermann                | WDR Big Band Köln Jan Klare Eckard Koltermann                       | Jan Klare Eckard Koltermann WDR Big Band Köln | NRW Jazz WDR                           |
| 2000 | Kurt Weill – American Songs                  | Caterina Valente (mit WDR Big Band Köln, Leitung: Jerry van Rooyen) | Caterina Valente Roger Kellaway Henning Berg Terry Clarke WDR Big Band Köln | Bear Family Records                    |
| 1999 | Prism                                        | WDR Big Band Köln Leitung: Bill Dobbins Peter Erskine               | Bill Dobbins Peter Erskine WDR Big Band Köln | Advance Music WDR                      |
| 1998 | Your Song Romantic Pop Classics              | WDR Big Band Köln Leitung: Jerry van Rooyen                         | Bruno Castellucci Mike Smith Adam Nussbaum WDR Big Band Köln | BMG Ariola                             |
| 1997 | Behind Closed Doors                          | WDR Big Band Köln Leitung: Bill Dobbins Peter Erskine               | Peter Erskine Mike Mainieri WDR Big Band Köln | Fuzzy Music WDR                        |
| 1996 | Swing & Balladen                             | WDR Big Band Köln Leitung: Jerry van Rooyen                         | Bruno Castellucci Mike Smith Dennis Mackrel WDR Big Band Köln | BMG-Ariola WDR                         |
| 1995 | Pussy Cat Dues – The Music of Charles Mingus | WDR Big Band Köln Leitung: Bill Dobbins Charles Mingus              | Kevin Mahogany Charles McPherson Jimmy Knepper Dennis Mackrel WDR Big Band Köln | Enja Records                           |
| 1994 | Sketches                                     | WDR Big Band Köln Leitung: Vince Mendoza                            | Dave Liebman Charlie Mariano Nguyen Lê Dieter Ilg Peter Erskine WDR Big Band Köln | ACT Music WDR                          |
| 1994 | Springtime                                   | Gregor van Buggenum trio feat. Rolf Römer                           | Gregor van Buggenum Christian Ramond Reinhard Kobialka Rolf Römer | Open Minds                             |
| 1989 | The Third Stone                              | WDR Big Band Köln Leitung: Bill Holman Jiggs Whigham                | Jiggs Whigham Mel Lewis Mads Vinding String Ensemble of WDR Radio Orchestra Dirigent: Klaus Holtermann WDR Big Band Köln | Koala Music WDR                        |
| 1968 | En directo                                   | Sonny Grey                                                          | Jack Sewing Peter Giger Michel Sardaby Jacques Nourredine Jean Aldegon Jean-Marie Billiaert Raymond Leblond Rolf Römer Benny Vasseur Bill Tamper Charles Orieux Daniel Landreat George Bens Louis Valizán Pierre Brissaud Roger Guérin Sonny Grey | Sayton                                 |

## Als Satzmusiker mit der WDR BigBand Köln
| Jahr | Titel                                    | Interpret                                                                                                 | Mitwirkende | Musiklabel                    |
| ---- | ---------------------------------------- | --- | --- | ----------------------------- |
| 2012 | Live at Montreux                         | Phil Collins Big Band WDR Big Band Köln Leitung: Quincy Jones Special Guest: Tony Bennett                 | Phil Collins Daryl Stuermer Chester Thompson David Sanborn Andrew Woolfolk Brad Cole Luis Conte Nathan East Gerald Albright Ralph Sharon Vine Street Horns WDR Big Band Köln Tony Bennett | Edel Germany GmbH             |
| 2012 | Music for Two Pianos                     | Friedrich Gulda Joe Zawinul WDR Big Band Köln Leitung: Jerry van Rooyen                                   | WDR Big Band Köln | Delta Music                   |
| 2008 | Blues & Beyond                           | feat. Joe Williams / Milt Jackson WDR Big Band Köln Leitung: John Clayton                                 | Joe Williams Milt Jackson Jeff Hamilton Cedar Walton WDR Big Band Köln | BHM                           |
| 2007 | The World of Duke Ellington Vol. 1       | WDR Big Band Köln Leitung: Jerry van Rooyen                                                               | Freda Payne Milt Grayson Jimmy Wood Grady Tate WDR Big Band Köln | BHM                           |
| 2007 | The World of Duke Ellington Vol. 2       | WDR Big Band Köln Leitung: John Clayton                                                                   | Diane Reeves Benny Green Ray Brown Jeff Hamilton WDR Big Band Köln | BHM                           |
| 2007 | The World of Duke Ellington Vol. 3       | WDR Big Band Köln Leitung: Bill Dobbins                                                                   | Megumi Teshima-Kalman Phil Woods John Riley WDR Big Band Köln | BHM                           |
| 2006 | Some Skunk Funk                          | WDR Big Band Köln Leitung: Vince Mendoza Randy Brecker Michael Brecker                                    | Randy Brecker Michael Brecker Jim Beard Will Lee Peter Erskine Marcio Doctor WDR Big Band Köln                                                                                            | BHM                           |
| 2006 | Erik Satie                               | Eine Liaison von Musik & Literatur gelesen von Christian Brückner WDR Big Band Köln Leitung: Bill Dobbins | Christian Brückner Frank Chastenier Peter Erskine WDR Big Band Köln | CMO Music                     |
| 2004 | Very Personal Vol. 1                     | WDR Big Band Köln Leitung: Bill Dobbins                                                                   | WDR Big Band Köln | NRW Jazz WDR                  |
| 2004 | NiedeckenKoeln                           | Wolfgang Niedecken WDR Big Band Köln Leitung: Mike Herting                                                | Wolfgang Niedecken Helmut Krumminga Sheryl Hackett Adam Nussbaum WDR Big Band Köln | Capitol Records               |
| 2004 | Voices of Concord Jazz                   | Live at JazzFestival Montreux Leitung: Tom Scott                                                          | Peter Cincotti Karrin Allyson Monica Mancini Diane Schuur Curtis Stigers Nnenna Freelon Patti Austin WDR Big Band Köln                                                                    | Concord Records / Universal   |
| 2004 | Tango y Postango                         | Gerardo Gandini WDR Big Band Köln Leitung: Gerardo Gandini                                                | Nestor Marconi Ernst Reijseger Mark Walker WDR Big Band Köln | NRW Jazz WDR                  |
| 2003 | Concord 30th Anniversary Box             | Concord 30th Anniversary Box                                                                              | Dave Brubeck Ray Brown Carol Sloan Marian Mc Partland Patty Austin Stan Getz Chick Corea Gene Harris Phil Woods Monica Mancini Curtis Stigers u. v. m. WDR Big Band Köln                  | Concord Records / Universal   |
| 2002 | For Ella                                 | Patti Austin / Patrick Williams                                                                           | Patti Austin WDR Big Band Köln | Concord Records               |
| 2002 | Paquito D'Rivera                         | Latin Rhythms with Paquito D’Rivera WDR Big Band Köln Leitung: Bill Dobbins                               | Paquito D’Rivera Claudio Roditi Oscar Stagnaro Mark Walker Pernell Saturnio WDR Big Band Köln                                                                                             | Timba Records WDR             |
| 2002 | Sketches of Bangalore                    | WDR Big Band Köln Leitung: Mike Herting                                                                   | Charlie Mariano Karnataka College of Percussion WDR Big Band Köln | pmp                           |
| 2001 | Intersections Romantic Pop Classics      | WDR Big Band Köln Leitung: Lalo Schifrin                                                                  | David Sanchez James Morrison Christian McBride Jeff Hamilton WDR Big Band Köln | Aleph Records Inc.            |
| 2001 | Bullit                                   | Music Recreated From and Inspired by the Motion Picture WDR Big Band Köln Leitung: Lalo Schifrin          | WDR Big Band Köln | Warner Music France           |
| 2000 | Steve McQueen as Bullit                  | WDR Big Band Köln Leitung: Lalo Schifrin                                                                  | Albert Jung Christopher Dell Hans Dekker Mischa Salevic Ulla van Daelen WDR Big Band Köln                                                                                                 | Aleph Records Inc.            |
| 2000 | Esperanto                                | WDR Big Band Köln Leitung: Lalo Schifrin                                                                  | Jean-Luc Pontry Don Byron James Morrison Greg Hutchinson Sydney Thiam Nestor Marconi Simon Stockhausen WDR Big Band Köln                                                                  | Aleph Records Inc.            |
| 2000 | Mannix Soundtrack                        | WDR Big Band Köln Leitung: Lalo Schifrin                                                                  | WDR Big Band Köln | Aleph Records Inc.            |
| 1999 | Latin Jazz Suite                         | WDR Big Band Köln Leitung: Lalo Schifrin                                                                  | Lalo Schifrin Jon Faddis David Sanchez Ignacio Berroa Alex Acuña Alfonso Garrido Marcio Doctor WDR Big Band Köln                                                                          | Aleph Records Inc.            |
| 1999 | Get Hit in your Soul                     | WDR Big Band Köln Leitung: Bill Dobbins Jack Walrath / Miles Griffith                                     | Jack Walrath Miles Griffith Bill Bickford Dennis Mackrel WDR Big Band Köln | ACT Music                     |
| 1998 | Escape                                   | WDR Big Band Köln Leitung: Jens Winther                                                                   | Jens Winther Adam Nussbaum WDR Big Band Köln | Dacapo WDR                    |
| 1998 | Jazz Mass                                | WDR Big Band Köln Leitung: Lalo Schifrin                                                                  | Lalo Schifrin Tom Scott Joe LaBarbera St.Stephan’s Youth Choir of Cologne WDR Big Band Köln                                                                                               | Aleph Records Inc.            |
| 1998 | Gillespiana                              | WDR Big Band Köln Leitung: Lalo Schifrin                                                                  | Jon Faddis Paquito D’Rivera Lalo Schifrin Heiner Wiberny Alex Acuña John Riley Markus Stockhausen WDR Big Band Köln                                                                       | Aleph Enterprises Inc.        |
| 1998 | A Song A Day                             | WDR Big Band Köln                                                                                         | Chaka Khan Brenda Russell Vince Mendoza Lori Perry Al Jarreau Yellowjackets Gino Vannelli Toots Thielemans Marc Portmann Bob Mintzer WDR Big Band Köln                                    | Zebra Records 1998 / WDR 1996 |
| 1997 | Caribbean Night                          | Andy Narell WDR Big Band Köln Leitung Vince Mendoza                                                       | Andy Narell Ray Holman Tom Miller Alan Lighnter Dario Eskenazi Michael Alibo Peter Erskine Luis Conte David Rudder WDR Big Band Köln                                                      | The Cologne Broadcasts WDR    |
| 1997 | The Last Concert                         | Eddie Harris WDR Big Band Köln Leitung: Gil Goldstein                                                     | Eddie Harris Nils Landgren Haywood J.Gregory Dean Brown Dave King Bernard Purdie WDR Big Band Köln                                                                                        | ACT Music WDR                 |
| 1996 | Soul to Jazz                             | Bernard Purdie WDR Big Band Köln Leitung Gil Goldstein                                                    | Martin Moss Eddie Harris Michael Brecker Randy Brecker Nils Landgren Dean Brown Dave King Bernard Purdie WDR Big Band Köln                                                                | ACT Music WDR                 |
| 1996 | Flame Summer Olympics Atlanta 1996       | WDR Big Band Köln Leitung Vince Mendoza                                                                   | Chaka Khan Brenda Russell Lori Perry Al Jarreau Yellowjackets Gino Vannelli Toots Thielemans WDR Big Band Köln                                                                            | Carlton WDR                   |
| 1996 | Jubilee Summer Olympics Atlanta 1996     | WDR Big Band Köln Leitung Markus & Simon Stockhausen                                                      | Markus Stockhausen Simon Stockhausen Benjamin Schmid Alban Gerhardt Michael Heupel Jo Thönes Willy Ketzer WDR Big Band Köln                                                               | EMI Electrola WDR             |
| 1995 | Right As The Rain                        | Helen Schneider WDR Big Band Köln Leitung Maria Schneider & Bob Brookmeyer                                | Helen Schneider WDR Big Band Köln | Tomato                        |
| 1994 | Electricity                              | WDR Big Band Köln Leitung Bob Brookmeyer                                                                  | Bob Brookmeyer John Abercrombie Dieter Ilg Rainer Brünninghaus Danny Gottlieb WDR Big Band Köln                                                                                           | ACT Music WDR                 |
| 1993 | Cosmopolitan Greetings                   | George Gruntz WDR Big Band Köln Leitung: George Gruntz                                                    | Renée Manning Sheila Jordan Mark Murphy Don Cherry Ray Anderson Howard Johnson Freddie Santiago Mike Richmond Danny Gottlieb WDR Big Band Köln                                            | Migros WDR                    |
| 1993 | Jazzpaña                                 | Vince Mendoza / Arif Mardin WDR Big Band Köln Leitung Vince Mendoza                                       | Michael Brecker Al Di Meola Steve Khan Peter Erskine Los Jovenes Flamencos Juan Manuel Cañizares Carles Benavent Ramón El Portugués Jorge Pardo WDR Big Band Köln                         | ACT Music WDR                 |
| 1992 | Traces to Trane                          | Peter Herborn WDR Big Band Köln Leitung Jerry van Rooyen                                                  | Gary Thomas Robin Eubanks Marc Ducret Mark Helias Tom Rainey WDR Big Band Köln | Polydor WDR                   |
| 1992 | Carambolage                              | Joachim Kühn WDR Big Band Köln Leitung Jerry van Rooyen                                                   | Joachim Kühn J.F.Jenny-Clark Daniel Humair WDR Big Band Köln | CMP Records WDR               |
| 1990 | Tribute to Thad Jones                    | Mel Lewis WDR Big Band Köln Leitung Jerry van Rooyen, Bob Brookmeyer, Bill Holman                         | Mel Lewis WDR Big Band Köln | Delta Music WDR               |
| 1989 | East Coast Blowout                       | Jim McNeely WDR Big Band Köln Leitung Jim McNeely                                                         | Jim McNeely John Scofield Marc Johnson Adam Nussbaum WDR Big Band Köln | Lipstick Records WDR          |
| 1989 | Harlem Story                             | Peter Herbolzheimer WDR Big Band Köln Leitung Peter Herbolzheimer                                         | Benny Bailey WDR Big Band Köln | Koala Records WDR             |
| 1989 | Dream of Life                            | Carmen McRae WDR Big Band Köln Leitung John Clayton                                                       | Carmen McRae Roy Hargrove Eric Gunnison Scott Collie John van Ohlen WDR Big Band Köln | Quest / Warner Bros.          |
| 1983 | Misa Espiritual – Airto’s Brazilian Mass | Gil Evans WDR Big Band Köln Leitung Gil Evans                                                             | Airto Moreira WDR Big Band Köln | Deutsche Harmonia Mundi       |

## Mit der SFB Big Band
| Jahr | Titel                                                 | Interpret                       | Mitwirkende | Musiklabel                               |
| ---- | ----------------------------------------------------- | ------------------------------- | --- | ---------------------------------------- |
| 1981 | Tanz mit Paul Kuhn 2                                  | Paul Kuhn                       | SFB Big Band | EUROPA                                   |
| 1981 | Paul’s Party                                          | Paul Kuhn & Ute Mann Singers    | SFB Big Band | EUROPA                                   |
| 1980 | Tanz mit Paul Kuhn                                    | Paul Kuhn                       | SFB Big Band | EUROPA                                   |
| 1978 | 1 + 1 = 1                                             | Paul Kuhn                       | SFB Big Band | ITT                                      |
| 1977 | The Big Band Beatles                                  | Paul Kuhn                       | SFB Big Band Streichergruppe Hans-Georg Arlt | EMI Electrola                            |
| 1977 | Deutsche Tanzorchester                                | Paul Kuhn                       | SFB Big Band Streichergruppe Hans-Georg Arlt | EMI Electrola LUFTHANSA                  |
| 1976 | Gestatten – Noch mehr alte Platten                    | Paul Kuhn                       | SFB Big Band | EMI Electrola                            |
| 1975 | Pop à la Swing Sounds Of Yesterday – Hits Of Today    | Paul Kuhn                       | SFB Big Band Streichergruppe Hans-Georg Arlt | EMI Electrola                            |
| 1975 | Die große Party – 28 Hits                             | Paul Kuhn                       | SFB Big Band | EMI Electrola                            |
| 1975 | Gestatten alte Platten                                | Paul Kuhn                       | SFB Big Band | EMI Electrola                            |
| 1975 | Supergold                                             | Paul Kuhn                       | SFB Big Band | EMI Electrola                            |
| 1975 | Stars Hits Evergreens                                 | Paul Kuhn                       | SFB Big Band | EMI Electrola                            |
| 1974 | Big Bend SFB With Soloists – Festival Orphée          | Paul Kuhn                       | SFB Big Band André Paquinet Joy Fleming Donna Hightower | Silvernoise-Balkanton                    |
| 1973 | In the Mood                                           | Paul Kuhn                       | SFB Big Band | EMI Electrola                            |
| 1973 | Tanzmusik – Einmalige Sonderauflage der EMI Electrola | Paul Kuhn                       | SFB Big Band | EMI Electrola                            |
| 1973 | Tanzmusik                                             | Paul Kuhn & Botho Lucas-Singers | SFB Big Band | EMI Electrola                            |
| 1973 | Tanzmusik – Tanz-Hits                                 | Paul Kuhn                       | SFB Big Band | EMI Electrola                            |
| 1973 | Paul Kuhn und das SFB-Tanzorchester                   | Paul Kuhn                       | SFB Big Band | EMI Electrola                            |
| 1973 | Tanzmusik – Glenn Miller & Benny Goodman              | Paul Kuhn                       | SFB Big Band | EMI Electrola                            |
| 1973 | Tanzmusik – Mambo-Tango                               | Paul Kuhn                       | SFB Big Band | EMI Electrola                            |
| 1973 | Tanzmusik – Boogie & Blues                            | Paul Kuhn                       | SFB Big Band Wolfgang Schlüter | EMI Electrola                            |
| 1973 | Paul’s Party                                          | Paul Kuhn                       | SFB Big Band Hot Dogs Gitte Lulu Siw Malmkvist Al Martino Olivia Molina Rosy-Singers Sunnies & Cornels | EMI Electrola Columbia                   |
| 1972 | HAPPY BERLIN                                          | Paul Kuhn                       | SFB Big Band | EMI Electrola                            |
| 1972 | Big Hits of the Big Bands                             | Paul Kuhn                       | SFB Big Band | Blue Label / EMI Columbia                |
| 1972 | Big Hits of the Big Bands                             | Paul Kuhn                       | SFB Big Band | EMI Columbia                             |
| 1972 | Big Band Sound                                        | Paul Kuhn                       | SFB Big Band | EMI Electrola Columbia                   |
| 1971 | Paul’s Party                                          | Paul Kuhn                       | SFB Big Band | EMI Electrola                            |
| 1971 | Gala-Abend der Schallplatte                           | Paul Kuhn                       | SFB Big Band Daliah Lavi Nancy Wilson Ray Charles Henry Mancini Udo Jürgens Vicky Leandros Danyel Gérard Roy Black Anita Hegerland Ivan Rebroff Gilbert Bécaud Séverine Facio Santillan The Les Humphries Singers                                                                                 | SFB / AGS / TELDEC                       |
| 1970 | Big Band Berlin                                       | Paul Kuhn                       | SFB Big Band Milo Pavlović Carmell Jones Ake Persson Rolf Römer Leo Wright Eugen Cicero | EMI Electrola                            |
| 1969 | Big Band Europe – Die großen 6                        | Paul Kuhn                       | SFB Big Band | EMI Columbia                             |
| 1969 | Gala-Abend der Schallplatte                           | Paul Kuhn                       | SFB Big Band Dalida Miriam Makeba Mireille Mathieu Rita Pavone Dusty Springfield Sylvie Vartan Nina & Frederik Adamo Richard Anthony Ray Conniff Mantovani Shmuel Rodensky Vico Torriani The Hollies Los Paraguayos The Sandpipers Sunnies and Cornels Präsentation: Vivi Bach, Dietmar Schönherr | SFB / AGS / TELDEC                       |
| 1969 | I Love Jazz                                           | Inge Brandenburg                | SFB Big Band (Track 15 – On the Sunny Side of the Street) | Unisono-Records (2019) Edel Germany GmbH |

## Weitere Veröffentlichungen (auch DVD)
| Jahr | Titel                                                                                     | Interpret | Musiklabel                     |
| ---- | ----------------------------------------------------------------------------------------- | --- | ------------------------------ |
| 1969 | Stan Kenton Stan Kenton Conducts the Berlin Dream Band                                    | Stan Kenton Leo Wright Rolf Römer Klaus Marmulla Helmut Brandt Jan Konopásek Carmell Jones Ron Simmonds Harry Samp Milo Pavlović Manfred Stoppacher Åke Persson Jiggs Whigham Henry Masnick Siegfried Schmidt Charles Orieux Fritz Dorr Dai Bowen Heinz Niemeyer Hans Joachim Lange                                                                  | CMO Music Sounds of YesterYear |
| 1971 | Oliver Nelson and the Berlin Dreamband Berlin Dialogue for Orchestra                      | Leitung, Arrangements: Oliver Nelson; Addy Feuerstein, Åke Persson, Barry Ross, Carmell Jones, Charles Orieux, Dai Bowen, Freddy L’Host, Hajo Lange, Harry Stamp, Heinz Niemeyer, Jan Konopásek, Kai Rautenberg, Klaus Marmulla, Kurt Masnick, Leo Wright, Manfred Stoppacher, Milo Pavlovic, Oliver Nelson, Rolf Römer, Ron Simmonds, Slide Hampton | Flying Dutchman Philips        |
| 2012 | Phil Collins Live at Montreux 2004/2006 Leitung: Quincy Jones Special Guest: Tony Bennett | Phil Collins Luis Conte Nathan East Gerald Albright David Sanborn Chester Thompson Daryl Stuermer Brad Cole Ralph Sharon Andrew Woolfolk Tony Bennett Vine Street Horns WDR Big Band Köln | Edel Germany GmbH              |
| 2004 | Voices of Concord Jazz Leitung: Tom Scott                                                 | Monica Mancini Diane Schuur Patti Austin Curtis Stigers Peter Cincotti Karrin Allyson Nnenna Freelon WDR Big Band Köln | Concord Records / Universal    |